# Gustave Vereecken
Gustave Vereecken (Bruxelles, 7 agosto 1913 – ...) è stato un cestista belga.

## Carriera
Con il Belgio ha preso parte alle Olimpiadi di Berlino 1936, disputando due partite: le sfide perse contro il Messico e l'Uruguay.